# Pruchnik
Pruchnik est une localité polonaise, siège de la gmina de Pruchnik, située dans le powiat de Jarosław en voïvodie des Basses-Carpates.

## Histoire
En 1436, une ville noble privée située dans la voïvodie ruthène. Au XVIIe siècle, le village compte environ 600 habitants et plusieurs guildes artisanales ; c'est alors un important centre de commerce et d’artisanat pour la région. 

### Communauté juive
Depuis le XVIe siècle, la présence de Juifs à Pruchnik est mentionnée. En 1744, il y a une maison de prière juive (synagogue). 
Dans les années 60 du XIXe siècle, une commune religieuse est fondée. 
En 1831, il y avait 3 474 catholiques et 239 Juifs dans le village ; en 1869, 2 920 catholiques et 700 Juifs, en 1886, 5 301 catholiques et 957 Juifs ; en 1897, 6 066 catholiques et 3 000 Juifs ; en 1909, 5 286 catholiques et 504 Juifs ; en 1928, 7 695 catholiques et 1 090 Juifs. En novembre 1918, des incidents antisémites (pogroms) ont eu lieu à Pruchnik (des paysans volent et détruisent des magasins juifs).

#### Seconde Guerre mondiale
En novembre 1939 (pendant l’occupation nazie) à l’initiative de l’avocat ukrainien Harasimov, le maire de l’occupant, environ 100 familles juives sont expulsées. Les autorités soviétiques ne leur permettent pas d’entrer dans les territoires occupés par l’URSS et après deux semaines, les Juifs reviennent à Pruchnik. 
En août 1942, les Allemands déportent les Juifs de Pruchnik vers le ghetto de Bircza, puis les fusillent dans les forêts de Wólka Pełkińska et au cimetière catholique de Pruchnik. 
Après la guerre, un rocher est placé sur un piédestal sur le lieu de leur mort avec l’inscription : « Dans ces champs dans les années 1942-1943, des criminels nazis ont assassiné 67 personnes de nationalité juive. Pruchnik – Septembre 1969 ». Les Juifs laissés vivants par les Allemands sont envoyés au camp de transit de Pełkiny ou au camp de la mort de Bełżec. Un cimetière juif dévasté est préservé dans la ville.
Après avoir combattu avec les troupes allemandes d’occupation, la ville est occupée par les troupes soviétiques, le 27 juillet 1944.

### Époque récente
Dans les années 1975-1998, la ville est située dans la voïvodie de Przemyśl.
Après 77 ans, le 1er janvier 2011, Pruchnik retrouve ses droits de ville.

## Communautés religieuses
- Église catholique romaine (pl)(doyenné de Pruchnik) 
  - Paroisse Saint-Nicolas-l’Évêque (pl)église Saint-Nicolas-l’Évêque
- Église gréco-catholique 
  - (pl) Église de la Dormition de la Mère de Dieu
- (pl) Cimetière juif

## Antisémitisme
En 2019 encore, lors de la cérémonie du Vendredi saint à Pruchnik, les habitants mettent en scène un procès traditionnel public pour la trahison de Jésus par « le traitre » Judas Iscariote représenté en effigie avec un nez long rouge, des papillotes et une tenue de juif orthodoxe, que la foule doit bastonner puis pendre avant de le brûler. 

## Galerie

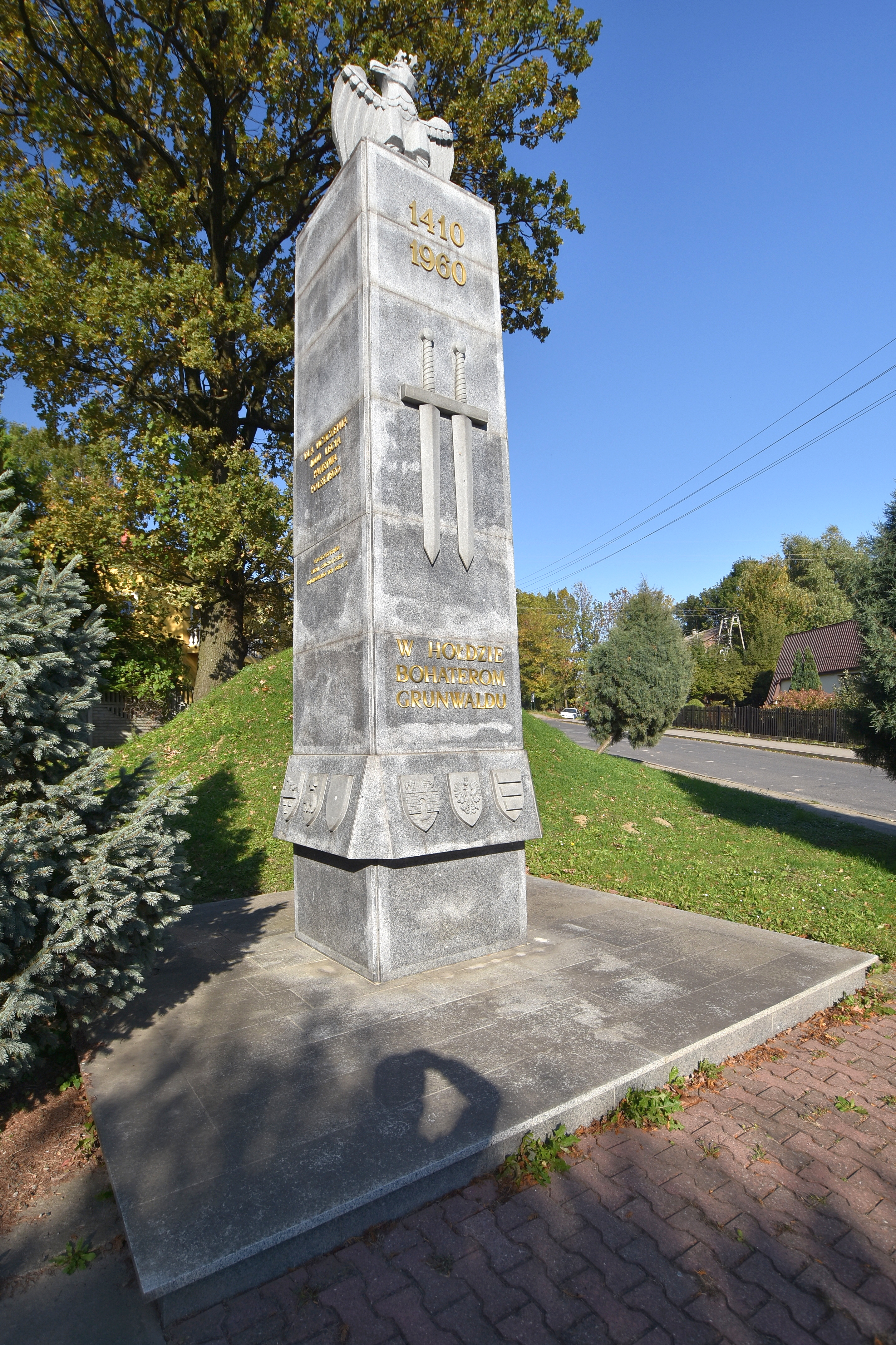
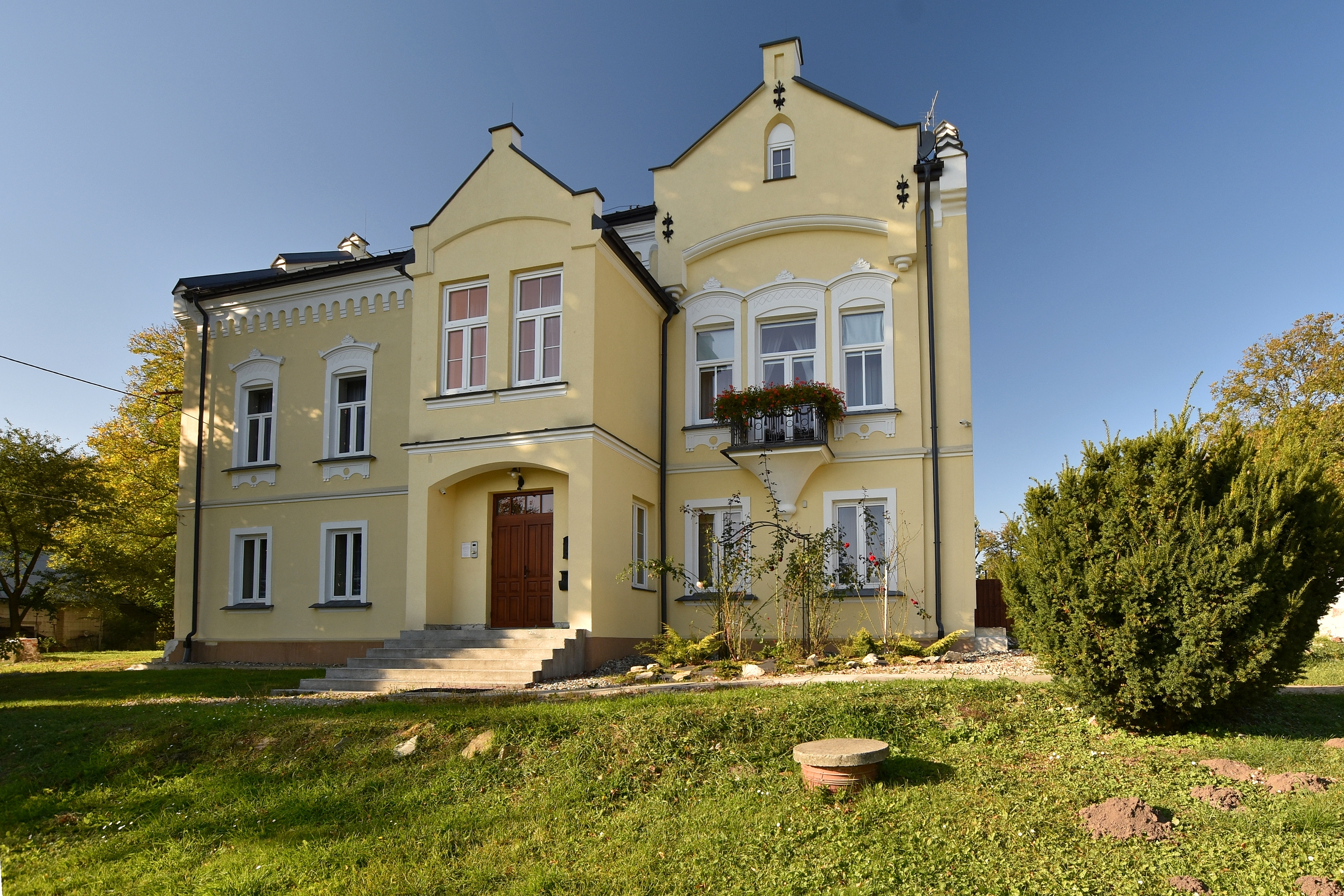
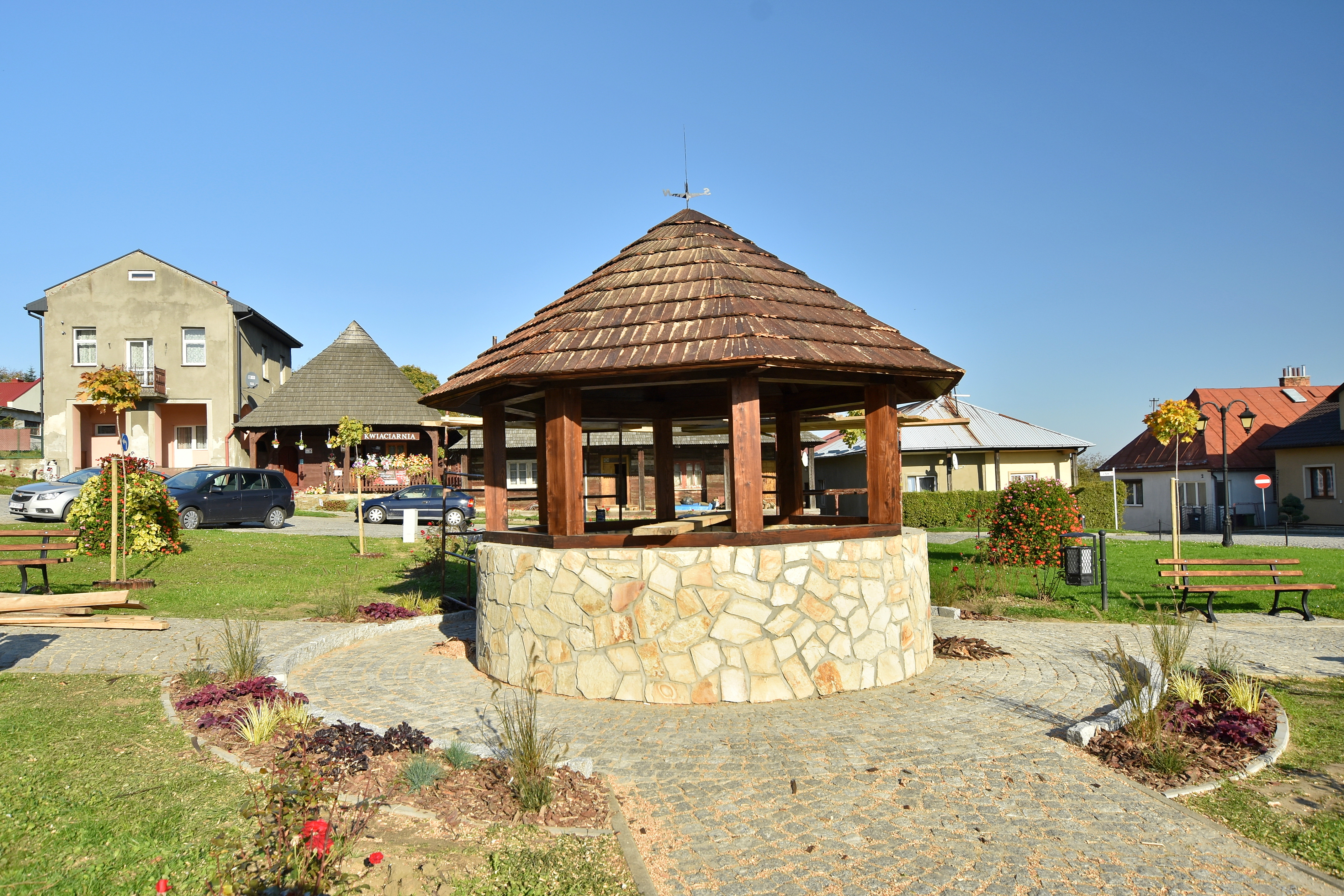
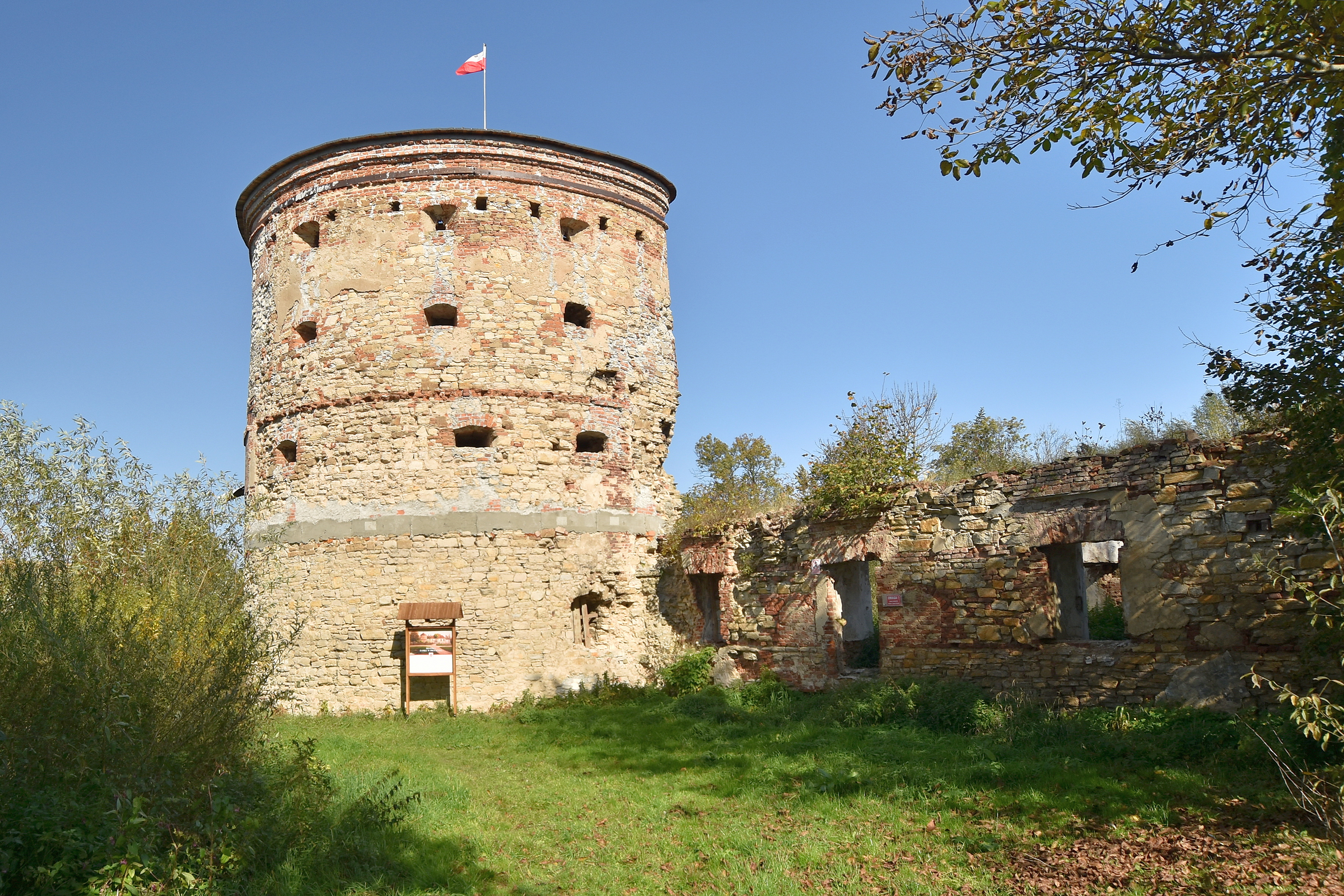
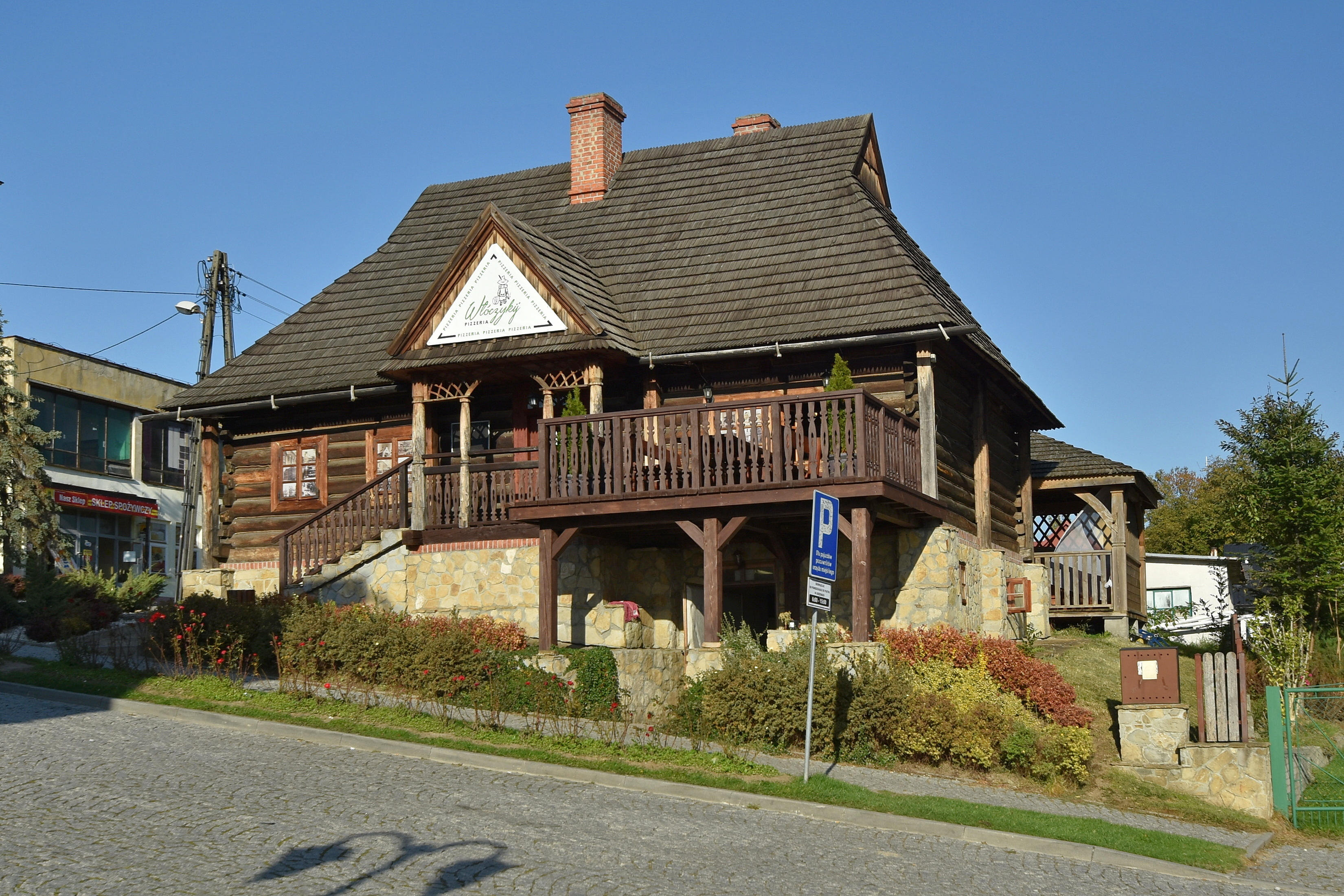
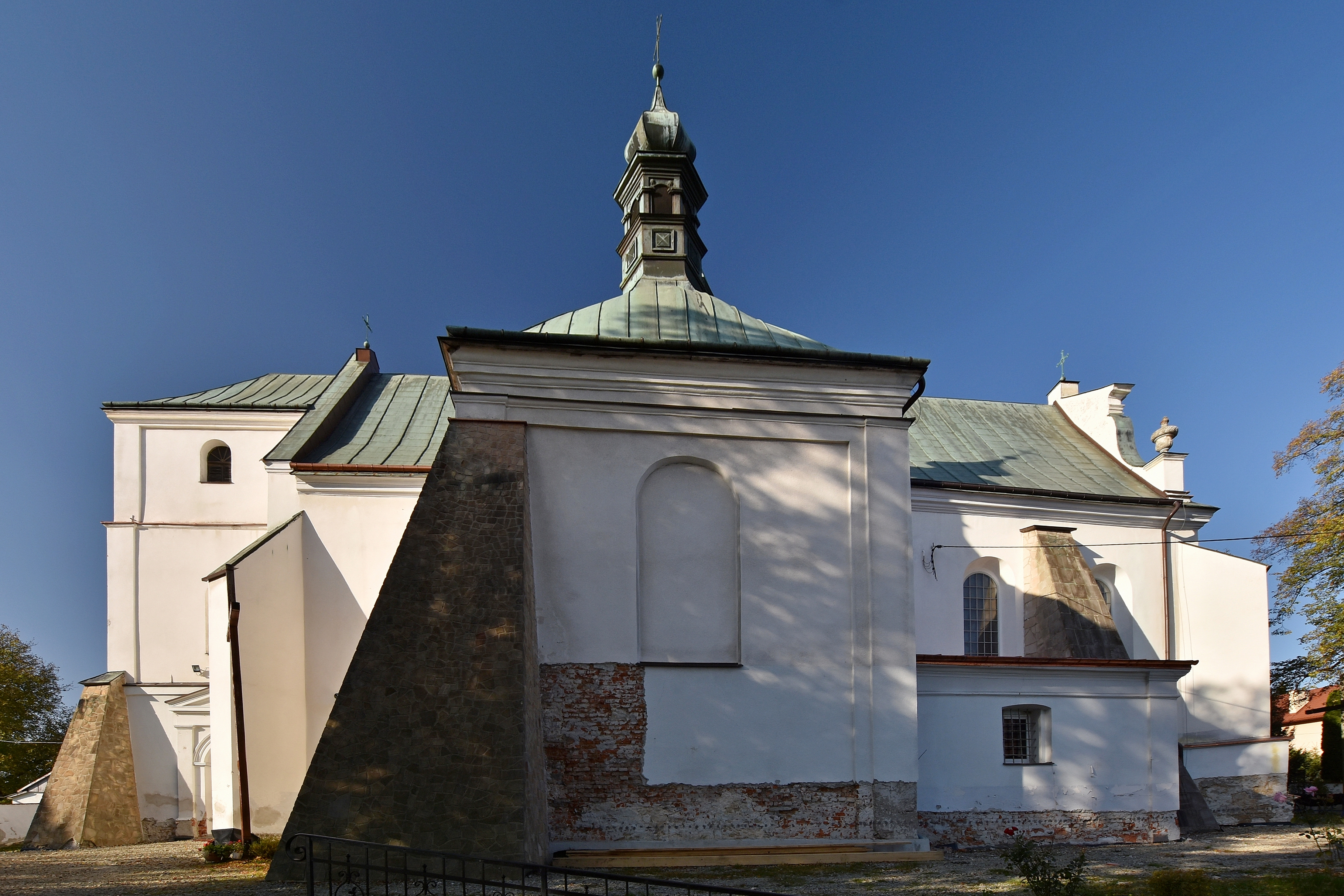